# Артурс Сілагайліс
Артурс Сілагайліс (латис. Artūrs Silagailis, * 3 травня 1987, Резекне) — латвійський футболіст, захисник албанського футбольного клубу «Тирана» та, в минулому, молодіжної збірної Латвії. 

## Клубна кар'єра
Професійну кар'єру розпочав 2006 року у клубі «Блазма» з рідного міста.
На початку 2009 року перейшов до криворізького «Кривбаса». У чемпіонатах України дебютував 14 березня 2009 року у грі проти львівських «Карпат», поразка 0:3. Не зміг пробитися до основного складу і, провівши лише 6 матчів у чемпіонаті України, у березні 2010 року перейшов на умовах оренди до латвійського  клубу  «Вентспілс».
Пізніше того ж року перейшов до складу албанського футбольного клубу «Тирана», в якому взяв участь у 7 матчах внутрішньої першості.
2011 року уклав контракт з білоруським клубом «Гомель». Не провівши жодного матчу за гомельську команду, невдовзі перейшов до іншого білоруського клубу — могильовського «Дніпра».

## Виступи за збірну
Має історію виступів за молодіжну збірну Латвії.